# 配音員
配音員是藝人的一種，以配音為主要工作內容的職業。英語稱為「voice actor」（男）、「voice actress」（女）。在日本、韓國則稱為「聲優」，在中國大陸又叫做「配音演員」。其範疇涉及電影、電視節目、廣告、旁白、廣播劇、動畫、電子遊戲、舞台劇、公共場所廣播、設備內建語音。
除翻譯影片（包括外語、方言、少數民族語言之間的互相翻譯）需配音員配錄臺詞外，有些戲劇可能被製作團隊判定演員聲音不好、發音不標準、口音不同或不符合角色性格的要求，則在後期錄音時請配音員為該演員配音。
除了人物需要加入声音，还有主题曲、插曲、片尾曲、背景音乐和音效等，但这些工作並不是由配音员完成。所有声音皆须按指定时间或环境加入，否则可能出现声音与影片不同步的情况；角色配音更是讲究配音员的戲感与技巧。

## 職業與業餘

### 職業配音員
指曾受过配音训练并以配音作为职业，专门为电影、劇集、动画、外语节目、幕后旁白配音的人員。

### 業餘配音員
指并非以配音作为主要职业的人員。業餘配音员通常是藝人，但配音品質经常受批评。通常认为用明星配音，主要是为明星作宣传，而非為影片作宣傳。亦有独立创作人为自己的作品配音，但多数观众较多注重其作品水准，而甚少在乎其配音质量。
以前的演員一般只在自己拍的电影上为自己的角色配音，至1990年代的香港电影开始减少配音，只有外国人员参演才會使用配音員。明星時常为迪士尼、华纳及宮崎駿等动画电影作为主角配音。而無綫电视的外購劇集《情深深雨濛濛》找回古巨基配音，《号》找來陈奕迅及容祖儿配音，紀錄片《天與地II》則找來苗僑偉為旁白配音（翡翠台播出時找來洪永城和黃翠如配音），都是較為特殊的例子。

## 各地產業發展

### 日本
早於20世紀，日本的電視產業初起步時，隨著大量作品譯制的引進，因而產生配音文化。隨後到1970年代，隨著日本動漫產業化，配音產業逐漸受到重視。直到1980年代，配音員的發展範圍從幕後到幕前，不但參加唱歌、主持等演藝活動，還能組成組合以便提升人氣，或推出唱片和各種周邊產品。
至今，日本的配音產業在世界富具知名度及代表性。日本配音員稱為「聲優」（／ Seiyū）；「優」在日文和文言文意為演员，如「優伶」、「俳優」，聲優就是「以聲音演出的演員」。外國影視作品配音則稱為。
另於電影院，看板標示「字」表示該影音以原配音版本附帶日文字幕播映；看板標示「吹」則表示該影片以日語配音版本播映並無字幕。
由於日本當地發行的外國影視作品DVD或BD收錄之字幕，通常是直譯原語言，往往和配音台詞不吻合，故日本人必須完全憑聽覺理解。但部分DVD及BD另會收錄，即對應日語配音時用於翻譯畫面上顯示之外文（如路邊看板、角色在閱讀的信件等）時使用的字幕。

### 美國
在真人演出的製作，配音員常常代替電腦程式（人工智能）的語音（Douglas Rain演出HAL 9000，2001太空漫遊）、無線電派遣員的聲音、或是一個從未在螢幕上出現的角色，只從電話中語音參予演出，另一個例子是語音郵件的聲音演出（虎膽妙算）。
美國配音員的幕前演出也很尋常，有些參加電影或電視影集演出，有些是舞台劇。配音員工作對他們來說可以專注在演出而不需要管化妝打扮之類的事。有時候配音員失去既有的聲音，也需要聲音類似的替身。
在動畫中分派一個女性配音員去扮演年輕男孩，也是相當平常。起碼使用成年女性為男孩角色配音還是有優點，畢竟青春期的男生容易變聲，而女生不會。值得注意的例外是查理布朗與史努比，確實由男孩演出男孩的聲音（查理·布朗、奈勒斯……等）。
有時配音員用代名工作。配音員原本加入美國演員工會的傘下，藉由工會勢力獲得薪資保障，但是製片可能因此轉而起用非工會組織的人，工會下因此減少工作的配音員仍然需要收入，他們即可能使用假名來得到工作，以避免工會的注意。

### 香港
一般以工作量或合約制獲取報酬。粵語配音在1970年代起開始迅速發展，至1990年代TVB與ATV的激烈競爭時期最為興旺，同時培養出大批配音人才，令配音員在配音水平與人氣上都大幅提昇，但基本由兩台控制。直至2000年後，隨著ATV配音組的解散，香港有線、ANIMAX的自由身配音員才逐漸冒起，至於TVB一台獨大及擁有唯一一間電視台配音組，即使配音水平在約2005年-2015年間引起批評爭議，但近年也不乏高水準配音動畫，例如《銀魂》、《男子高中生的日常》、《萌萌侵略者》、《鉸剪狗》、《打工吧！魔王大人》等，於開台直至2023年8月間擁有行內最高配音質素、人氣，以及最優良穩定收入待遇。但隨着無綫電視於2023年8月起大規模削減配音節目時數，工作量已經大不如前，即使配音員仍然留任工作環境已不再比自由身安穩，所以在職配音員未來要繼續視為終身職業的概率或會越來越渺茫。
當地專業訓練和人才招募有來自電視台（如無綫電視粵語配音藝員訓練班），香港公開大學李嘉誠專業進修學院和香港電影學院也有配音課程，但更多都是從其他行業轉行的（電台播音員或演員轉行為甚），不少配音員是邊做邊學。一般只專作配音，與播音員不同。
另由于香港实行两文三语，于是三大类配音员都有不同的领域和市场，他们大多为香港电影、香港电视剧配上国语和英语，也为译制片、动画片、外国电影、外国电视剧配上粤语。香港配音界也是两岸三地中语言项目最齐全、发展最完善的地区。
至於國語配音員多數是中國大陸或台灣移民組成，由電視台招募，一般在中國大陸、台灣等地區較受歡迎。

### 臺灣
1960年代後的老三台陸續成立及1993年的有線電視頻道開放，兩個時間點都已大大帶動臺灣對配音的需求。1980年代至1990年代初期的臺灣甚重錄音品質；但近年以來，電視台和片商逐漸望能從最低成本和最快速度得到成品，許多影視作品基於低預算下僅請少數配音員以應付多種角色，聲線重覆和音質與角色個性不合的情形很難避免，更難兼顧錄製品質，不斷形成惡性循環，也因此常被觀眾詬病。但也因為如此，台灣配音員往往能夠訓練出多變化的聲線，且也不乏優質作品，如《我們這一家》、《中華一番》、《Hunter×Hunter 》、《烏龍派出所》、《海綿寶寶》等作品都一度大受好評，更有觀眾指出以上作品的品質不遜色於原音，甚至有超越之水平。
一般由電視台訓練班或錄音公司培養，並非正式學歷，例如華視配音訓練班，也有部份幕前藝人本身也是配音員。另外不少配音員出身於世新大學。
臺灣配音員往往也只在幕後發展，由於缺乏國產自製動畫，臺灣配音員工作來源的大宗為替外語影視作品重新配音，工作人員列表也很少特別陳列配音員名單。雖然聲音表情是戲劇的重點之一，但在臺灣各類媒體相關頒獎典禮卻無專設獎項鼓勵。
某些配音節目卻以一人配多個角色為賣點之一，例如霹靂布袋戲就以黃文擇一人配所有角色。
部分電影動畫主角的配音工作，片商為尋求知名度和做宣傳，寧願找知名幕前藝人擔綱而非專業配音員。

### 中國大陸
大部份為劇團出身，一些院校（例如北京廣播學院、浙江廣播學院）和電視台亦有提供專門的播音員和配音員課程。
由於中國大陸民眾有相當大的族群不習慣或聽不懂外語，外購電影、動畫、連續劇的中文配音員在中國大陸非常重要。過去都是一些字正腔圓，受過訓練的專業配音員配音，這些配音員有時被尊稱為老師。舊時配音風格相較2000年以後有較大差別，老一輩配音員逐漸退役，配音風格越來越偏向自然，但很多上年紀的中國大陸觀眾還是比較接受老一輩較為誇張的配音方式。

### 韓國
韩国配音員亦称为「聲優」（ Seong u），此名也是從日本引入，但韓國的配音產業發展較慢，仍僅屬於幕後人員，出鏡率不高。

## 外部連結
- 神與蟲之別：日本聲優與香港配音員 （页面存档备份，存于）